# USS Redfish (SS-395)
Pour les autres navires du même nom, voir USS Redfish.
L'USS Redfish (SS/AGSS-395) est un sous-marin de classe Balao construit pour l'United States Navy pendant la Seconde Guerre mondiale.
Construit au chantier naval Portsmouth Naval Shipyard à Kittery, sa quille est posée le 9 septembre 1943, il est lancé le 27 janvier 1944, parrainé par Mme Ruth Roper et mis en service le 12 avril 1944, sous le commandement du Commander Louis D. McGregor.

## Historique

### Seconde Guerre mondiale
Le Redfish arrive à Pearl Harbor le 27 juin 1944. Appareillant de la base le 23 juillet, il coule le cargo japonais Batopaha Maru le 25 août, le pétrolier Ogura Maru n ° 2 et le Mizuho Maru le 16 septembre avant d'arriver à Midway le 2 octobre. Au départ de Midway le 25 et un passage à Saipan le 3 novembre, il coule le transport japonais Hozan Maru dans la nuit du 22 au 23 novembre. Le Redfish appareille de Saipan le 1er décembre, et endommage gravement, en compagnie du USS Sea Devil, le porte-avions japonais Jun'yō dans la nuit du 8 au 9 décembre, mettant ce navire ennemi hors service pour le reste de la guerre.
Le Redfish coule le porte-avions japonais Unryū à destination de Mindoro le 19 décembre. Après avoir plongé à 232 pieds, il remonta à la surface et mit plein gaz pour échapper aux navires d'escorte japonais. Arrivé au chantier naval de Portsmouth pour y être réparé le 17 février 1945, il retourna à Pearl Harbor le 23 juillet et y resta jusqu'à la fin de la guerre.

### Après-guerre
Après des opérations à Guam de septembre 1945 à janvier 1946, le submersible arrive à San Diego le 30 janvier. Il appareille de la base le 3 mars 1947 pour le Japon avant de revenir le 21 juin. Après des opérations au large de la côte ouest et d'Hawaï, le Redfish fait route vers la Corée le 2 février 1951, opérant depuis Yokosuka, au Japon, jusqu'au 24 juin en soutien aux forces américaines combattant en Corée. De retour à San Diego le 3 juillet, il opère au large de la côte ouest.
Au printemps 1954, le Redfish joue le rôle du Nautilus de Jules Verne dans le film de Walt Disney Productions Vingt mille lieues sous les mers et en septembre 1957, joue le rôle du sous-marin fictif USS Nerka dans le film de 1958 intitulé L'Odyssée du sous-marin Nerka (Run Silent, Run Deep. Il couronne sa carrière cinématographique en faisant plusieurs apparitions dans la série télévisée populaire en noir et blanc The Silent Service.
Reclassé AGSS-395 le 1er juillet 1960, il est déployé depuis San Diego dans le Pacifique occidental du 26 mars au 26 septembre. À partir de 1968, il organise des croisières d'entraînement annuelles dans le Pacifique occidental. Retiré du service le 27 juin 1968 à San Diego, il est rayé du Naval Vessel Register le 30 juin et coulé comme cible par l'USS Medregal le 6 février 1969.

## Décorations
Le Redfish a reçu deux battle stars pour son service dans la Seconde Guerre mondiale.